# Étienne Chouard
Pour les articles homonymes, voir Chouard.
Étienne Chouard, né le 21 décembre 1956 à Paris, est un blogueur et militant politique français. Professeur dans l'enseignement technique et en BTS, il se fait connaître en 2005 grâce à un billet viral publié sur son blog et repris dans les médias, en faveur du « non » au référendum sur la Constitution européenne. Chouard se présente comme anarchiste d'ultragauche, critique de la démocratie représentative occidentale comme un système politique fondamentalement anti-démocratique. Il appelle en particulier à former une assemblée constituante tirée au sort et milite pour l'instauration d'une démocratie directe.
Populaire au sein de la gauche radicale et des Gilets jaunes pour sa promotion du référendum d'initiative citoyenne (RIC), l'une des principales revendications du mouvement, il fait l'objet de polémiques pour avoir défendu des thèses et des personnalités affiliées à l’extrême droite ou conspirationnistes, notamment Alain Soral. Il s'est cependant défendu de partager toutes leurs idées. Chouard est chroniqueur sur Sud Radio de mars à juin 2019, dont il quitte l'antenne après des propos sur les chambres à gaz ayant suscité la polémique, et sur lesquels il est ensuite revenu.

## Famille et carrière professionnelle
Étienne Gilles Chouard est né le 21 décembre 1956 à Paris,. Il est l'aîné d'une famille recomposée de cinq enfants « élevés dans la tradition de la petite bourgeoisie française catholique ». Il situe sa mère « très à gauche » et indique qu'elle « travaillait à la revue Tel Quel avec Philippe Sollers et Jean-Edern Hallier ». Son père, ingénieur en urbanisme, est quant à lui plutôt « giscardien » d'après lui. Ses deux grands-pères étaient professeurs de biologie végétale : Pierre Chouard et Henri Prat. Il grandit à Auteuil où il fréquente le lycée Janson-de-Sailly et suit le catéchisme. Il indique à ce sujet : « Cela m'a rendu l'Église odieuse, mais les valeurs chrétiennes sont restées ancrées en moi, et je cherche toujours à les rendre immanentes ».
Marié à Arlette, une cousine au deuxième degré, il a quatre fils. Il réside à Trets.
Titulaire d'une maîtrise en droit (1981), il est professeur au lycée Marcel-Pagnol à Marseille, d'économie-gestion dans l'enseignement technique, et de droit fiscal puis d'informatique en BTS.

## Accès à la notoriété lors de la campagne référendaire de 2005
Étienne Chouard dit avoir été un électeur régulier du Parti socialiste jusqu'en 2005,. Il raconte avoir connu une « révélation » politique en 2004, en écoutant Là-bas si j'y suis, émission de radio animée par Daniel Mermet sur France Inter. La « critique radicale du libéralisme » exprimée dans cette émission le convainc qu'en votant PS, il a voté « extrême droite sans le savoir ». L'évolution de ses convictions politiques le pousse alors à s'engager.
C'est en faisant campagne en 2005 pour le « non » contre le traité établissant une Constitution pour l'Europe qu'il accède à la notoriété. Alors qu'il s'apprêtait à voter « oui » comme il l'avait fait pour le traité de Maastricht, il déclare avoir rejoint le camp du « non » après avoir écouté un entretien de Laurent Fabius, puis après avoir lu Europe, la trahison des élites de Raoul-Marc Jennar,.
Le 25 mars 2005, il publie sur son site personnel « Une mauvaise Constitution qui révèle un secret cancer de notre démocratie », une analyse critique envers le traité constitutionnel européen, se présentant comme un citoyen sans parti, sans étiquette et sans ambitions politiques personnelles. D'après Thierry Crouzet, cet article serait parvenu à un moment où, dans les sondages, le « non » est au plus haut et témoigne d'un malaise grandissant des Français face aux déclarations des politiques et à la directive Bolkestein qui fait figure d'épouvantail.
Fin mars, début avril 2005, des sites liés à la gauche radicale diffusent l'article,. Le texte se diffuse rapidement via les forums, le courrier électronique et les blogs. Différents journalistes, tels Daniel Schneidermann qui l'invite sur le plateau d'Arrêt sur images sur France 5, s'intéressent à ses idées,,. Dominique Strauss-Kahn répond directement aux arguments d'Étienne Chouard sur son blog. Son site Internet reçoit dès lors de 20 000 à 30 000 visites quotidiennes. Marie-France Garaud lui demande de lire son livre consacré au traité constitutionnel dans l'objectif d'être relayée sur son blog. La notoriété grandissante des écrits d'Étienne Chouard s'avère suffisante pour qu'une partie de la presse nationale s'intéresse à son tour à son site. Dans le journal Le Monde, la journaliste Ariane Chemin brosse le portrait de ce « Don Quichotte » du « non »,.
Avec la victoire du « non » au référendum, il est consacré comme un des blogueurs les plus influents de France en 2006 : « de « Don Quichotte » du « non » […], il est devenu une vedette de la campagne référendaire. » Fin 2005, l'audience de son site est passée à 1 000 visites quotidiennes et approche un million de visiteurs.
En 2007, il apporte son soutien au mouvement altermondialiste au premier tour de l'élection présidentielle et signe la pétition de soutien à la candidature de José Bové.
La même année, il dénonce le traité de Lisbonne comme étant une copie conforme du traité établissant une Constitution pour l'Europe refusé par référendum. Comme lors de la campagne pour le référendum de 2005, il s'oppose à Nicolas Vanbremeersch, alias Versac, autre blogueur qui milite quant à lui en faveur d'une ratification parlementaire du traité de Lisbonne.

## Appel à former une assemblée constituante tirée au sort et défense de la démocratie directe

### Influence grandissante sur Internet et au sein de la gauche radicale
Sa campagne de 2005, menée en tant que « simple citoyen », lui confère « une position centrale dans la sphère web de la gauche radicale » et « une position d’expertise » qui le conduit à multiplier les lectures et à accéder au statut d'intellectuel au sein de la gauche de la gauche,. En 2018, Étienne Chouard déclare avoir lu depuis 2005 « plus de 3 500 bouquins » sur le droit, la politique monétaire et les institutions politiques, en particulier ceux de Noam Chomsky, Jacques Généreux, Bernard Manin, Jacques Rancière, Amartya Sen ou Jacques Attali,. Il désigne dès lors « l'importance de la Constitution » comme « la colonne vertébrale de [sa] pensée » en considérant que « toutes les dérives ne sont possibles que parce que les responsables politiques, aux mains des grands marchands, ont voulu l'écrire à notre place ».
Il estime que « le suffrage universel est défaillant car il « donne le pouvoir aux meilleurs menteurs ». Prenant comme modèle la démocratie athénienne et condamnant l'élection au profit du tirage au sort,, il appelle ainsi, sur son blog et dans de nombreuses conférences, tenues en France comme à l'étranger et diffusées sur Internet, à former une assemblée constituante, tirée au sort parmi des volontaires dans la population, « et dont les membres seront inéligibles aux mandats qu’ils définiront ». Il se définit comme un démocrate radical, anarchiste et d'ultragauche.
Il est plus largement un défenseur de la démocratie directe et du tirage au sort, y compris pour désigner les responsables politiques. Selon l'universitaire Samuel Hayat, il est « le militant de loin le plus important en France du tirage au sort », et « le principal passeur non universitaire » des Principes du gouvernement représentatif de Bernard Manin, qu'il découvre après le référendum de 2005 et exploite dans sa défense du tirage au sort, malgré le propos nuancé de l'ouvrage sur le sujet. Il défend notamment le référendum d'initiative populaire ou citoyenne,, le mandat impératif, l'indépendance des médias et des juges ou encore le syndicalisme obligatoire. Il est également le fervent partisan d’une sortie de la France de l'Union européenne, et affiche ainsi sa sympathie à l’égard de Nigel Farage, qu’il dépeint dès 2011 en « remarquable résistant à la tyrannie mondialiste ».
En affirmant s'inscrire dans la lignée de l'éducation populaire, il appelle ses lecteurs et les personnes qui visionnent ses vidéos à s'approprier ses idées et à les diffuser à leur tour. Il anime des « ateliers constituants », où les participants sont invités à rédiger en partie une constitution,. Il crée en 2006 un wiki dont le but est de rédiger une constitution alternative avec les internautes volontaires. Il fédère ainsi une communauté de cybermilitants dénommée les “Gentils virus” (GV) d'après sa propre appellation, qui se réclame également d’intellectuels et de chercheurs reconnus tels que Cornelius Castoriadis (mort en 1997), Henri Guillemin (décédé en 1992) ou encore Francis Dupuis-Déri. Cette communauté s'investit au sein de mouvements et de manifestations allant de l'extrême gauche à l'extrême droite, par exemple au sein de La Manif pour tous ou du Mouvement pour la VIe République (M6R) lancé en septembre 2014 par Jean-Luc Mélenchon, où elle est accusée de trolling.
Tout en restant peu connu du grand public, Étienne Chouard conserve une forte influence sur internet : en 2014, il dispose de 42 000 abonnés sur Facebook et 8 000 sur Twitter. D'après Adrien Sénécat, journaliste à L'Express, il « séduit un auditoire éclectique ». Après l'élection présidentielle de 2012, Étienne Chouard est choisi comme expert de la démocratie par l'association « Les Colibris » de Pierre Rabhi, dans le cadre de sa feuille de route alternative de « grandes directions à 50 ans ». La vidéo de son passage à l'émission de télévision Ce soir (ou jamais !) le 5 septembre 2014, dans laquelle il dénonce le gouvernement représentatif et la soumission des responsables politiques aux « 1 % les plus riches qui se gavent », recueille des millions de vues sur Internet, et relance l'intérêt autour de sa personne. Au printemps 2016, ses soutiens investissent Nuit debout, où il choisit de ne pas se rendre, craignant d'en être expulsé. Mi-2016, il figure en tête des candidats proposés (au nombre de plusieurs centaines) sur LaPrimaire.org, élection primaire en ligne et ouverte en vue de l'élection présidentielle de 2017,,. Durant la campagne, il indique qu'il « aime bien Jean-Luc Mélenchon et François Asselineau », en particulier ce dernier, car c’est « le seul qui dise que la priorité absolue c'est de sortir de ce truc-là [l'Union européenne] »,. Il vote finalement pour Jean-Luc Mélenchon. En 2019, en vue des élections européennes de 2019, Étienne Chouard déplore que La France insoumise n'envisage plus de sortir de l'Union européenne et déclare envisager de voter pour la liste de l'Union populaire républicaine représentée par François Asselineau.
Certains intellectuels condamnent ses propositions. Le philosophe Yannis Youlountas lui reproche de s'appuyer sur « des modèles grecs complètement déformés, sur des théories de penseurs d’origine grecque comme Cornelius Castoriadis qu’il transforme et dénature ».

### Participation au mouvement des Gilets jaunes

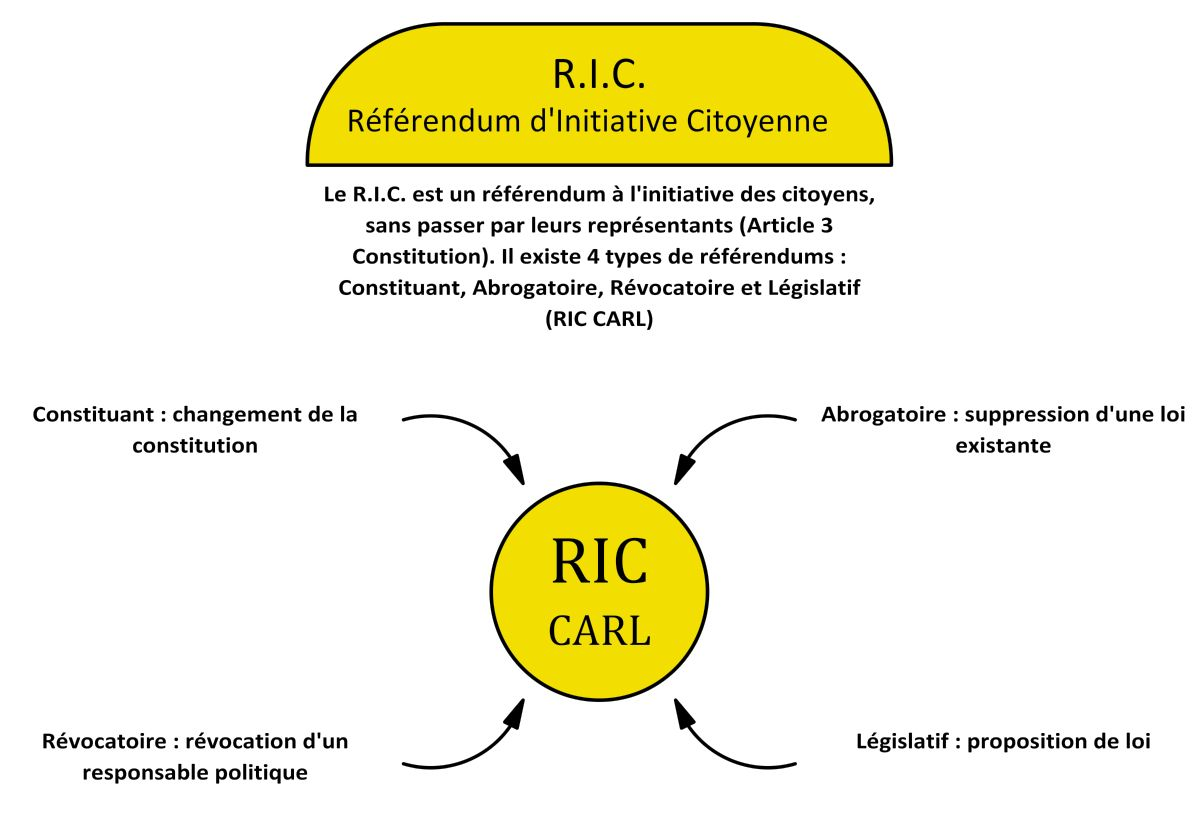
Schéma résumant le référendum d'initiative citoyenne défendu par Étienne Chouard et le mouvement des Gilets jaunes.

En décembre 2018, France Info indique qu'« il joue le rôle de consultant informel des Gilets jaunes » sur la question du référendum d'initiative citoyenne (RIC), qui fait partie des principales revendications du mouvement. Après être entré en contact avec Maxime Nicolle alias Fly Rider, figure du mouvement, il participe, avec ce dernier, à une conférence à succès sur le sujet, qui devient peu après le principal mot d'ordre des gilets jaunes,. Il est également associé à la rédaction du texte prononcé par deux gilets jaunes devant la salle du Jeu de paume. Il précise qu'avant de soutenir le mouvement, il ne se sentait « pas concerné » par la colère de ces « anti-impôts qui roulent en bagnole », et dont les revendications lui semblaient « superficielles ». François Ruffin lui rend hommage à l'occasion de la présentation par le groupe La France insoumise de sa proposition de loi constitutionnelle visant à instituer le référendum d'initiative citoyenne (RIC), ce qui suscite la polémique, notamment au sein du parti. Alors que les médias rappellent ses prises de positions conspirationnistes, il s'estime victime d'une cabale destinée à discréditer le RIC.
France Info souligne qu'après avoir été « peu audible du grand public ces dernières années », « il est de plus en plus suivi sur les réseaux sociaux » avec « désormais 28 500 abonnés sur Twitter et 129 400 sur Facebook » ; par ailleurs, les recherches sur Google à son sujet augmentent durant l'hiver. Erwan Le Morhedec relève qu'« il est accueilli en héros sur des groupes Facebook qui épousent très largement le complotisme dans lequel il s’est complu ». Selon Jean-Michel Aphatie, sa « prise en main [...] traduit une dérive du mouvement. On voit sur les réseaux sociaux de plus en plus de demandes de Frexit, ou des dénonciations de « l'euro-Reich », c'est-à-dire de la soi-disant mainmise des Allemands sur l'euro ». Laurent Thiong-Kay, doctorant en sciences de l’information et de la communication au laboratoire et co-auteur de deux rapports sur la représentation des gilets jaunes dans les médias, estime que « les références explicites à Étienne Chouard […] ne pèsent pas lourd comparées à la masse d’information », et que « cette croyance faisant de lui l’éminence grise derrière le mouvement a un caractère performatif ou auto-réalisateur ». Bastien François indique qu'« aux yeux des gilets jaunes, le discours d’Étienne Chouard a l’avantage d’être disponible et cohérent », et que le personnage lui-même « renvoie une image de « Monsieur-tout-le-monde », de professeur de province qui n’est pas arrogant, qui n’a pas de titre ronflant, qui n'est candidat à rien. Sa parole a l’air pure, venant de la base ».
De mars à juin 2019, il anime une émission hebdomadaire sur Sud Radio,,.

## Positions économiques
Marianne indique qu'Étienne Chouard adjoint à sa pensée politique « des idées économiques radicalement opposées au libéralisme de l'Union européenne » : dénonçant le statut de la Banque centrale européenne, il affirme que « le premier privilège est celui pour un petit nombre de créer la monnaie », et que « les peuples qui ont perdu, renoncé à la création monétaire publique ont perdu en même temps leur souveraineté politique. La création monétaire est actuellement entre les mains des banquiers »,. Défenseur de la théorie « 100% monnaie », il joue un rôle important dans la diffusion de la dénonciation de la loi de janvier 1973 sur la Banque de France. Le Monde indique en 2018 que « l’intéressé reconnaît désormais aujourd’hui que cette présentation des faits était erronée, sans remettre en cause l’interprétation qu’il en tire ». L'économiste Alain Beitone estime que ses propos montrent « une incompréhension totale des questions monétaires ». Il soutient par ailleurs l'institution d'un revenu de base.

## Polémiques

### «Confusionnisme»
Plusieurs analystes accusent Étienne Chouard de « confusionnisme », notion définie par Philippe Corcuff comme « des passages rhétoriques stabilisés entre l’extrême droite et l’extrême gauche » et, selon Libération, apparue « probablement dans des blogs antifascistes au début des années 2010 en réaction au relatif succès de Chouard après sa campagne pour le « non » au Traité constitutionnel européen (TCE) ».
Joël Gombin situe Étienne Chouard parmi les « leaders d’opinion qui n’ont pourtant pas, ou plus, accès aux médias traditionnels » et qui « participent à brouiller les lignes politiques, tant sur la topographie générale du champ politique, que sur la compatibilité de thèmes tels que la critique de la démocratie représentative ou des thèses conspirationnistes voire antisémites avec un affichage progressiste. Certains militants qualifient ce phénomène, pour le condamner, de "confusionnisme". Ces éléments [...] dessinent les contours d’un espace hétérogène aux marges du Front national, avec lesquelles ce parti entretient des relations ambivalentes ».
Libération indique qu'il « s’est invité dans des conférences et débats un peu partout, sur un échiquier politique allant du Front de gauche à Nouvelle Donne, dans des mouvements écolo-citoyens comme les Colibris de Pierre Rabhi ou Alternatiba, aussi bien que dans la droite souverainiste et anti-Union européenne comme l’UPR d’Asselineau ».
Sylvain Boulouque indique qu'il fait « l'apologie du Venezuela d'Hugo Chávez », se félicite de l'élection de Donald Trump comme président des États-Unis, et « entretient encore des relations avec la droite nationaliste et avec une partie de la gauche radicale développant l'idée d'un « populisme et d'un souverainisme transpartisan ».
Selon France Info, l'objectif de « réforme de la Constitution » rend bientôt pour Étienne Chouard, « les autres luttes de la gauche secondaires, tandis que son urgence légitime toutes les alliances ».
François Ruffin le situe « dans une nébuleuse où il n'y a plus ni droite ni gauche », et considère qu'il symbolise « un grand désordre politique ».

### Contacts avec Alain Soral et propos à son sujet
Étienne Chouard déclare apprécier en Alain Soral, dont il a fait la connaissance dans les années 2010, « un homme qui réfléchit beaucoup ». S'il affirme être « révulsé par les propos [de Soral] sur les homosexuels » et les féministes, et rejeter son projet politique « qui tourne autour d'un chef à l'inverse de ce [qu'il] propose », il lui reconnaît divers mérites dont celui de l'avoir « rendu sensible » au sujet du sionisme et d'avoir « [tiré] le Front national à gauche »,. Alors que Soral est généralement classé à l'extrême droite, Étienne Chouard le situe « à gauche parce qu'il se bat contre les privilèges », le qualifie de « résistant », d'« anti-totalitaire » et de « lanceur d'alerte qui proteste contre l'ordre établi », dont il estime que « ses paroles racistes, voire antisémites, dépassent sa pensée »,,. Tout en appelant dans un entretien à ce qu'Alain Soral « fasse partie du débat », il assure aussi que « l'antisémitisme est un fléau » et qu'il ne veut pas plus de la « dictature éclairée » prônée par Alain Soral que « de n’importe quelle dictature, évidemment ».
Étienne Chouard et sa pensée sont régulièrement mis en valeur par le site d'Égalité et Réconciliation (E&R), l'association dirigée par Alain Soral. À partir de 2011, certaines vidéos de ses conférences sont commercialisées par Culture libre, une association dont l'animateur est le responsable marseillais d'E&R. Il est reconnaissant envers Soral et son entourage d'avoir été « les premiers à [l]’avoir invité et à [l]’avoir fait parler devant des caméras ».
Il est dès lors reproché à Étienne Chouard de ne pas se désolidariser fermement d'Alain Soral. Judith Bernard, d'abord proche d'Étienne Chouard et « sympathisante des GV », établit une nette distinction entre Chouard et Soral, estimant qu'« on ne peut pas être tenu responsable du fait que certains contenus soient répercutés par Égalité et Réconciliation. Chouard est un démocrate alors que Soral est dans le culte du chef : leurs modèles politiques sont absolument incompatibles ».
Le 28 novembre 2014, Étienne Chouard retire le lien web de son blog menant au site d'Égalité et Réconciliation « pour marquer une différence, une limite », avant de revenir sur sa décision dès le lendemain. Le 2 décembre 2014, Judith Bernard se désolidarise publiquement de ce dernier en dénonçant son « alliance ostensible » avec Alain Soral. Constatant l'escalade de la polémique, Étienne Chouard annonce alors qu’il se retire du débat public. Alors qu'il est de nouveau exposé en raison de son implication au sein du mouvement des Gilets jaunes, Étienne Chouard indique qu'il décline désormais les invitations d'Égalité et Réconciliation, tout en indiquant qu'« en faisant ça, [il se] trahi[t] » ; il assure également n'avoir désormais « aucun lien » avec Alain Soral et déclare à ce sujet : « Le danger pour la société humaine, ça n'est pas Soral ! On n'en a rien à foutre de ces mecs-là, ils ne représentent que des groupuscules »,.

### Positionnement politique et conspirationnisme
En 2007, Étienne Chouard conseille sur son blog une vidéo d'un dialogue entre Alain Soral et Thierry Meyssan, dont il qualifie le contenu — décrit par Conspiracy Watch comme « empreint d’un conspirationnisme forcené » — d'« entretien passionnant ». Étienne Chouard présente Thierry Meyssan comme un « résistant », salue « le sérieux de son travail » ainsi que « la finesse de ses analyses », et dit n'avoir « rien trouvé de diabolique dans ses écrits »,.
Étienne Chouard considère que « la version du complot d'Al-Qaïda » pour expliquer les attentats du 11 septembre 2001 « paraît plus que douteuse ». En 2010, il anime une conférence organisée par ReOpen911, une association qui défend les théories du complot à propos des attentats du 11 septembre 2001. Il déclare cependant qu'il ne s'intéresse pas à ce sujet.
En 2011, il recommande sur son blog un livre de l'écrivain conspirationniste Antony C. Sutton et un autre de l'essayiste négationniste Eustace Mullins, et qualifie Jacques Cheminade d'« authentique sentinelle du peuple, maltraité depuis longtemps par les chiens de garde de l'oligarchie »,. Il poursuit la promotion d'Eustace Mullins en 2012 et 2013.
En septembre 2012, il intervient aux côtés d'Alain Benajam (Réseau Voltaire) et de Robert Ménard à la journée portes ouvertes de l'université de l’Union populaire républicaine (UPR) de François Asselineau. Il diffuse également sur son blog plusieurs analyses signées par Paul Craig Roberts et reproduit un appel du militant écologiste Stéphane Lhomme à résister contre les « mouchards Big Brother » des compteurs électriques Linky. En 2019, il participe à un débat à Paris avec l’essayiste belge conspirationniste Michel Collon sur « la médiabolisation des Gilets jaunes ».
En 2016, après les attentats de Nice et de Saint-Étienne-du-Rouvray, il affirme que les véritables terroristes sont les gouvernements et que « Big Brother, pour obtenir le contrôle total de la société, a besoin de guerres permanentes, et donc il les organise. On se fout de la gueule du monde avec les “terroristes” entre guillemets, qui servent à nous terroriser nous »,. En 2019, il défend le doute sur l'organisation de l'attentat du marché de Noël de Strasbourg par le gouvernement, ce qu'il justifie par le fait que « le doute doit être possible sur tous les sujets [...] c'est la base même de l'intelligence ».
En 2018, France Info note qu'il « renâcle aujourd'hui à revenir sur ces sujets, qui ne constituent pas « le cœur » de son travail », mais qu'il entretient « une méfiance extrême envers toute forme d'élite – politique, financière, médiatique ». Jean-Michel Aphatie relève qu'il dénonce « la pourriture politicienne généralisée » ainsi que « la criminalité politique qui dirige la France », et qualifie l'Union européenne de « piège fasciste antisocial », contrôlé par les banques et voulu par « les mêmes qui voulaient Hitler ». Pour Le Monde, son univers « est comparable à celui de Maxime Nicolle, alias « Fly Rider » », qui « s’est autant illustré par ses revendications démocratiques, comme le référendum d’initiative citoyenne, que par des affirmations douteuses, comme lorsqu’il a repris des théories d’extrême droite sur le « pacte de Marrakech » de l’Organisation des Nations unies sur les migrations » ». Le journal estime que sa « dénonciation radicale, voire outrancière », des médias traditionnels peut expliquer sa propension à « consulter des sources « alternatives », y compris les plus douteuses ». Marianne considère que « ses développements s'apparentent fréquemment au complotisme : on y trouve les mêmes méthodes d'analyse, trouvant dans un grand complot ourdi par les plus riches l'unique explication des malheurs du monde, élaborant des chaînes d'équivalence bancales mais définitives, faisant référence à des faits historiques parfois obscurs (notamment la création de la banque d'Angleterre en 1694) mais considérés comme capitaux ».
En 2019, interrogé sur ce sujet, Étienne Chouard dit assumer : « Oui, je suis un complotiste. Comme tout citoyen digne de ce nom, je suis vigilant et donc je me méfie des complots des puissants du moment ».
Il s'est positionné dans l'opposition aux mesures de lutte contre la pandémie de Covid-19. En 2021, Conspiracy Watch relève, « sans grande surprise », qu’Étienne Chouard « a manifesté une position vaccino-sceptique sur les réseaux sociaux », dans le contexte de l'arrivée des premiers vaccins contre la Covid-19.

### Accusations d'antisémitisme et de négationnisme
En 2011, Étienne Chouard déclare que Rothschild, « le discret maître des banquiers », aurait « objectivement un intérêt personnel puissant à ce que l’antisémitisme soit virulent, un peu partout dans le monde », ajoutant : « Ce besoin de l’antisémitisme-comme-armure-anti-critiques pourrait expliquer (mais alors, si c’est vrai, quel cynisme !) les montagnes d’argent mises au service de la politique (objectivement détestable) d’Israël. ». Conspiracy Watch apparente ces propos à « la rhétorique la plus banalement antisémite ».
En avril 2019, il déclare à l'antenne de Sud Radio, dans un débat avec Élisabeth Lévy : « Vous trouvez que la liberté de ne pas aimer une religion est très importante. Mais quand BHL me traite d’antisémite – même si j’étais antisémite, ce qui n’est évidemment pas le cas… Mais même si j’étais antisémite, je devrais avoir le droit d’être antisémite. De la même manière que je devrais avoir le droit d’être islamophobe, ou christianophobe... ». Il poursuit en affirmant que « personne n'a de haine des juifs », évoquant à l'appui que cela « fait 35 ans » qu'il est enseignant et qu'il n'a pas vu de « haine des juifs ». FranceSoir réagit en soulignant qu'« après deux années de baisse, les actes antisémites en France ont été en très forte hausse (+69%) sur les neuf premiers mois de 2018 »,.
Interrogé en juin 2019 sur Le Média au sujet de l’existence des chambres à gaz pendant la Seconde Guerre mondiale, il répond que « ce n’est pas [son] sujet », qu'il « n'y [connaît] rien » et n'a « jamais rien lu là-dessus »,. Ces propos déclenchent des accusations de négationnisme à son encontre et l'arrêt de son émission hebdomadaire sur Sud Radio,. L'Union des étudiants juifs de France (UEJF) et la LICRA annoncent leur intention de porter plainte. Face à la polémique, il dit « regretter » ses propos, reconnaît avoir « dit une énorme connerie », affirmant « ne pas être négationniste, et ne pas être antisémite », et assurant que « les chambres à gaz sont une horreur absolue »,. Dans L'Humanité, Olivier Morin estime que « même après s’être rétracté, Chouard et ses propos contribuent à minimiser l'horreur des camps nazis » : le présentant comme « habitué des thèses confusionnistes et détenteur de nombreux noms de négationnistes notoires dans son carnet d'adresse », il souligne qu'« un démenti ne parvient jamais à contrebalancer l'information auquel il fait référence. D'autant plus si celui-ci paraît sur un autre support, encore plus confidentiel, comme c'est ici le cas ».

### Évolution de son entourage
Étienne Chouard indique avoir « perdu beaucoup d'amis » au fil de ses déclarations polémiques et des accusations qui lui sont portées, et met leur distance sur le compte d'une « aspiration à la pureté de la gauche ».
Conspiracy Watch voit dans son entourage une source de « radicalisation ». Le philosophe Yannis Youlountas lui reproche d'entretenir des liens avec des personnalités et des organisations d'extrême droite.
Ses prises de position et ses liens suscitent plusieurs polémiques de la part de militants antifascistes. Celles-ci poussent, en 2013 et en 2014, les réalisateurs d'un film militant et d'un documentaire dans lesquels Étienne Chouard devait figurer, à respectivement annuler la projection et le faire disparaître au montage.
En janvier 2014, Martine Billard, co-présidente du Parti de gauche, affirme qu'Étienne Chouard ne sera plus invité aux réunions du parti et que tout débat avec lui est exclu. La même année, le vidéaste Usul publie une vidéo dans laquelle il cherche à « dédiaboliser Chouard », puis revient sur ses propos en mettant en cause les louanges adressées par celui-ci à Alain Soral et en déplorant sa proximité sur Facebook avec des « soraliens » et des « nationalistes ». En 2016, Frédéric Lordon, un temps proche de lui, indique qu'« il s'est rendu à [ses] yeux, comme aux yeux de beaucoup d'autres, tout à fait infréquentable ».
Alors que François Ruffin, qui lui rend hommage pour avoir diffusé le soutien au référendum d'initiative citoyenne, affirme qu'il a « mis fin à ses étranges liens », Conspiracy Watch dément formellement et souligne qu'outre son rapprochement avec Maxime Nicolle, il « n’est jamais revenu sur les multiples théories du complot qu’il a pu diffuser publiquement sur son blog ou dans des interviews », et n'a « jamais pris ses distances avec la nébuleuse antisémite gravitant autour d’Alain Soral et d’E&R », ni « réellement désavoué Alain Soral, pourtant condamné de nombreuses fois pour incitation à la haine raciale ». Il accorde notamment un entretien en août 2018 à Vincent Lapierre, ancien collaborateur d’Alain Soral. Selon Mathieu Molard, co-auteur de Le Système Soral (Calmann-Lévy, 2015), « en sous-main, E&R a participé à l’organisation de conférences de Chouard (au moins dans le Sud) », tandis que « certains “gentils virus” » ont « leur carte à E&R ». Marianne juge l'assertion de Conspiracy Watch « quelque peu inexacte » compte tenu de la prise de distance d'Étienne Chouard vis-à-vis d'Alain Soral en 2014. En mars 2019, François Ruffin fait son « mea culpa » en déclarant qu'Étienne Chouard peut être « une passerelle » vers l'extrême droite.
Face aux accusations dont il fait l'objet, Étienne Chouard répond qu'un vrai démocrate se doit de parler avec toutes les sensibilités politiques,, y compris les racistes afin de les faire changer d'avis, et dans la nécessité plus globale d’atteindre un consensus autour d’un nouveau contrat social. Il explique également privilégier la lutte contre le pouvoir politique et économique à la lutte contre le racisme. Il se dégage de tout discours fasciste, expliquant que la critique du parlementarisme « relève aussi d’une tradition anarchiste libertaire ».
Claude Rochet, haut fonctionnaire souverainiste, et Franck Lepage, militant de l'éducation populaire et ami d'Étienne Chouard, confirment que la situation s'explique par la disposition d'Étienne Chouard à débattre avec tout le monde, y compris avec des gens d'extrême droite. Franck Lepage indique qu'il cherche ainsi à « comprendre » ces derniers, ce qui « le condamne » « dans un système de partition politique »,. Antoine Bevort indique en 2017 qu'« au sein d’Alternatiba ou des Colibris, il reste une figure bien appréciée ».

### Propos climatosceptiques
En 2019, Étienne Chouard a partagé sur ses réseaux sociaux un message suggérant que le dioxyde de carbone (CO₂) n'était pas le principal responsable du réchauffement climatique, remettant ainsi en question le consensus scientifique sur l'origine anthropique de ce phénomène.
Le site de fact-checking de France Télévisions a réfuté les affirmations partagées par Chouard, précisant que l'activité humaine est bien responsable de l'augmentation des niveaux de CO₂ dans l'atmosphère. Le journal Franc-Tireur a dénoncé ce qu'il considère comme une "pollution intellectuelle" de la part de Chouard sur les enjeux climatiques.

## Publications

### Essais
- Nous ne sommes pas en démocratie !, La Relève et la Peste, 2017 (présentation en ligne).
- Notre cause commune : instituer nous-mêmes la puissance politique qui nous manque (préf. Philippe Pascot), Paris/58-Clamecy, Max Milo, 2019, 122 p. (ISBN 978-2-315-00882-7).
- Écrire nous-mêmes la Constitution : exercices d'entraînement pour préparer un processus constituant populaire, Paris/78-Maurepas, Talma studios, 2019, 112 p. (ISBN 979-10-96132-93-5).

### Préface
- La dette publique, une affaire rentable. A qui profite le système ?, de André-Jacques Holbecq, Philippe Derudder, éditions Yves Michel, 2006.
- Préface du livre de Jean Bricmont, Les censeurs contre la République, éditions Jeanne, 2020.